# Grammia
Grammia là một chi bướm đêm thuộc phân họ Arctiinae, họ Erebidae.

## Các loài
- Grammia allectans Ferguson, 1985
- Grammia anna (Grote, 1863)
- Grammia arge (Drury, 1773)
- Grammia behrii (Stretch, 1872)
- Grammia blakei (Grote, 1864)
- Grammia bolanderi (Stretch, 1872)
- Grammia bowmani Ferguson & Schmidt, 2007
- Grammia brillians Schmidt, 2009
- Grammia cervinoides (Strecker, 1876)
- Grammia complicata (Walker, [1865])
- Grammia doris (Boisduval, 1869)
  - Grammia doris doris (Boisduval, 1869)
  - Grammia doris minea (Slosson, 1892)
- Grammia edwardsii (Stretch, 1872)
- Grammia eureka Ferguson & Schmidt, 2007
- Grammia elongata (Stretch, 1885)
- Grammia favorita (Neumögen, 1890)
- Grammia fergusoni Schmidt, 2009
- Grammia figurata (Drury, 1773) (đồng nghĩa: Grammia celia (Saunders, 1863))
- Grammia f-pallida (Strecker, 1878)
- Grammia franconia (H. Edwards, 1888)
- Grammia geneura
- Grammia gibsoni
- Grammia hewletti (Barnes & McDunnough, 1918)
- Grammia incorrupta (H. Edwards, 1881)
- Grammia margo Schmidt, 2009
- Grammia nevadensis (Grote & Robinson, 1866)
  - Grammia nevadensis nevadensis (Grote & Robinson, 1866)
  - Grammia nevadensis superba (Stretch, [1874])
  - Grammia nevadensis geneura (Strecker, 1880)
  - Grammia nevadensis gibsoni (McDunnough, 1937)
  - Grammia nevadensis vivida Schmidt, 2009
- Grammia obliterata
- Grammia oithona
- Grammia ornata (Packard, 1864)
- Grammia parthenice (W. Kirby, 1837)
- Grammia philippiana Ferguson, 1985
- Grammia phyllira (Drury, 1773)
- Grammia placentia (J.E. Smith, 1797)
- Grammia quadranotata
- Grammia quenseli (Paykull, 1793)
- Grammia sociata
- Grammia speciosa (Möschler, 1864)
  - Grammia speciosa speciosa (Möschler, 1864)
  - Grammia speciosa celineata Schmidt, 2009
- Grammia ursina Schmidt, 2009
- Grammia virgo (Linnaeus, 1758)
  - Grammia virgo virgo (Linnaeus, 1758)
  - Grammia virgo gigas Schmidt, 2009
- Grammia virguncula (W. Kirby, 1837)
- Grammia williamsii (Dodge, 1871)
  - Grammia williamsii williamsii (Dodge, 1871)
  - Grammia williamsii tooele (Barnes & McDunnough, 1910)
- Grammia yavapai Schmidt, 2009
- Grammia yukona Schmidt, 2009

## Hình ảnh

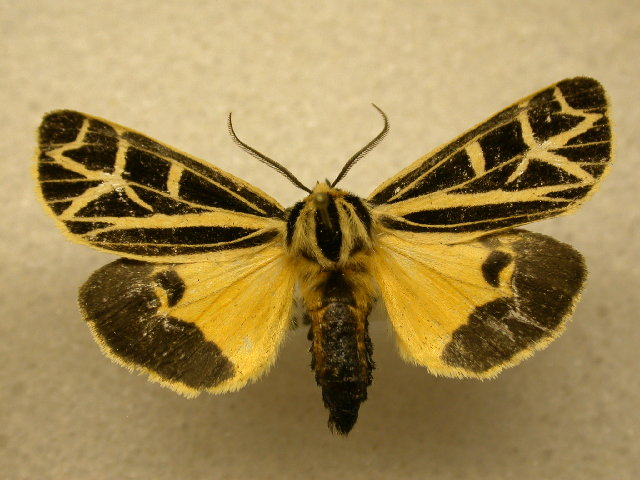

- Tập tin:Tập